# Park Zdrojowy w Goczałkowicach-Zdroju
Park Zdrojowy w Goczałkowicach-Zdroju – park zdrojowy w Goczałkowicach-Zdroju, zrewitalizowany w latach 2010-2015 za ok. 2,5 mln zł.

## Obiekty na terenie parku
- zegar słoneczny[2]
- ażurowe altany
- stoły do gry w szachy[3]
- siłownia zewnętrzna
- tężnia solankowa magnezowo-sodowa